# Zemingdorf
Zemingdorf ist ein abgekommener Ort in der Statutarstadt Wiener Neustadt, Niederösterreich.
Der Ort scheint urkundlich zwischen 1237 und 1509 auf. Im Jahr 1275 wird er mit sieben lehensfreien Höfen, 1294 (zusätzlich) mit vier und 1321 mit acht zum  Stift Heiligenkreuz gehörenden Anwesen genannt. Der Ort am Kehrbach befand sich östlich der Stadt vor dem Ungartor und ist heute im Stadtgebiet aufgegangen.